# Republic (Missouri)
Republic ist eine Stadt (mit dem Status „City“) im Greene County und zu einem kleinen Teil im Christian County im Südwesten des US-amerikanischen Bundesstaates Missouri. Das U.S. Census Bureau hat bei der Volkszählung 2020 eine Einwohnerzahl von 18.750 ermittelt. 
Republic ist Bestandteil der Metropolregion um die Stadt Springfield.

## Geografie
Republic liegt inmitten der Ozarks im südwestlichen Vorortbereich von Springfield, dem Zentrum der Region. Die Stadt Republic liegt auf 37°07′12″ nördlicher Breite und 93°28′49″ westlicher Länge und erstreckt sich über 34,45 km².
Nachbarorte sind Springfield (21,8 km nördlich bis zum Stadtzentrum), Battlefield (14,6 km östlich), Nixa (25,8 km südöstlich), Clever (10,3 km südlich), Billings (9 km südwestlich) und Plano (15,7 km nordwestlich).
Die nächstgelegenen Großstädte neben Springfield sind Kansas City (291 km nordnordwestlich), Missouris Hauptstadt Jefferson City (239 km nordnordöstlich), St. Louis (374 km nordöstlich), Memphis in Tennessee (470 km südöstlich), Arkansas’ Hauptstadt Little Rock (356 km südsüdöstlich), Tulsa in Oklahoma (272 km südwestlich) und Wichita in Kansas (392 km westnordwestlich).

## Verkehr
Entlang des nordwestlichen Stadtrands von Republic führt die Interstate 44 von Oklahoma City über Springfield nach St. Louis. Im nordöstlichen Stadtteil Brookline zweigt die ebenfalls zum Freeway ausgebaute Missouri State Route& 360 ab, die als südwestliche Tangente um die Stadt Springfield führt. In nordost-südwestlicher Richtung führt der U.S. Highway 60 durch das Stadtzentrum von Republic und trifft dort auf die Missouri State Routes 174 und 413.
Durch Republic verläuft eine Eisenbahnlinie der BNSF Railway, die von Springfield über Tulsa nach Oklahoma City führt.
Die nächstgelegenen Flughäfen sind der Springfield-Branson National Airport (23,8 km nordöstlich) und der Flughafen Branson (92,3 km südsüdöstlich).

## Demografische Daten
Nach der Volkszählung im Jahr 2010 lebten in Republic 14.751 Menschen in 5377 Haushalten. Die Bevölkerungsdichte betrug 428,2 Einwohner pro Quadratkilometer. In den 5377 Haushalten lebten statistisch je 2,53 Personen. 
Ethnisch betrachtet setzte sich die Bevölkerung zusammen aus 95,6 Prozent Weißen, 0,7 Prozent Afroamerikanern, 0,6 Prozent amerikanischen Ureinwohnern, 0,5 Prozent Asiaten sowie aus anderen ethnischen Gruppen; 2,0 Prozent stammten von zwei oder mehr Ethnien ab. Unabhängig von der ethnischen Zugehörigkeit waren 2,2 Prozent der Bevölkerung spanischer oder lateinamerikanischer Abstammung.
29,6 Prozent der Bevölkerung waren unter 18 Jahre alt, 59,7 Prozent waren zwischen 18 und 64 und 10,7 Prozent waren 65 Jahre oder älter. 52,3 Prozent der Bevölkerung war weiblich.

Das jährliche Durchschnittseinkommen eines Haushalts lag bei 50.975 USD. Das Pro-Kopf-Einkommen betrug 21.758 USD. 8,7 Prozent der Einwohner lebten unterhalb der Armutsgrenze.